# Classe Spassatel Karev
La classe Spassatel Karev est le nom d'une classe de navires de sauvetage, remorqueurs brise-glace du service de sauvetage maritime de Rosmorretchflot du ministère russe des Transports,,,.

## Liste de navires
Cette classe compte 4 navires, tous en service,,,,.

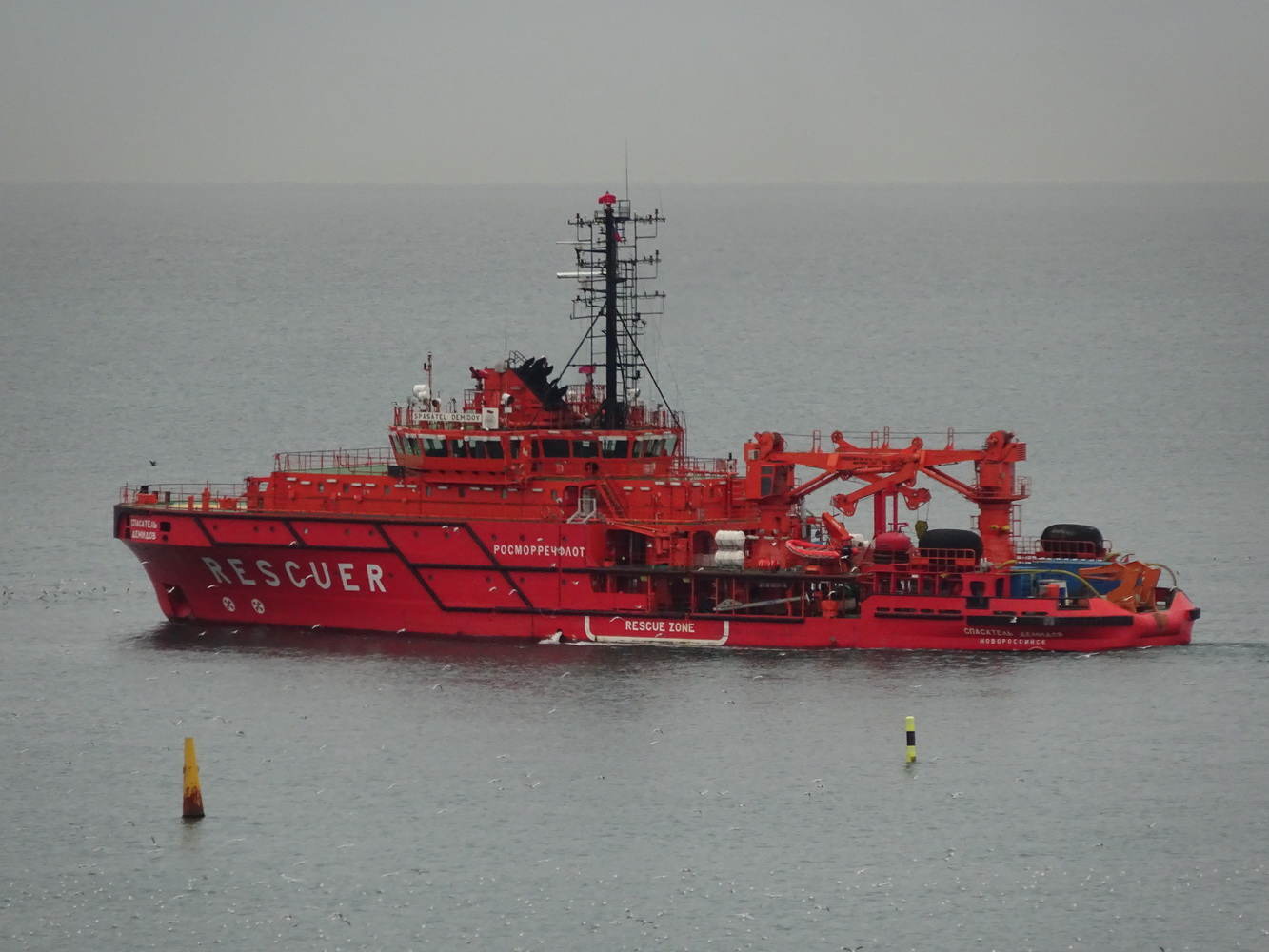
4e navire de la classe, le Spassatel Demidov.

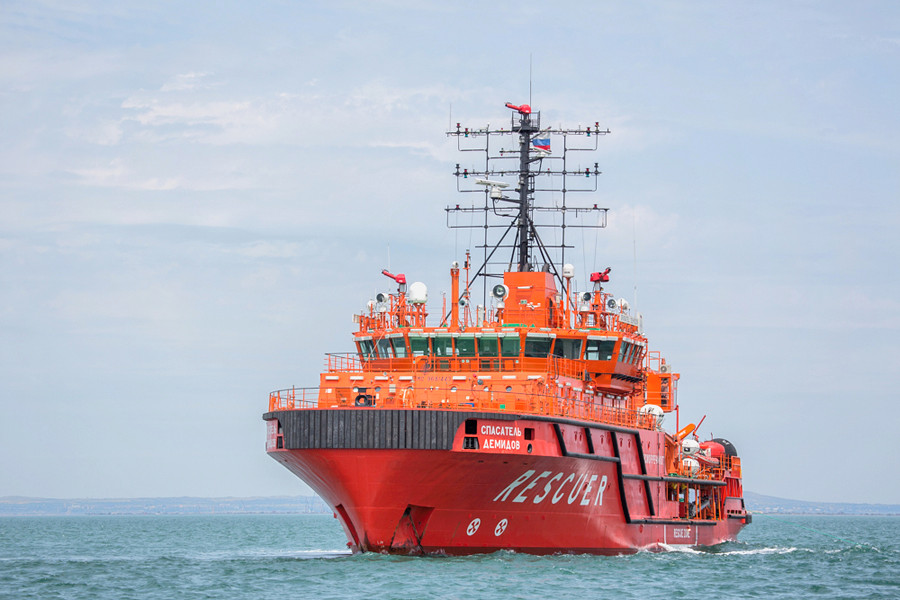
4e navire de la classe, le Spassatel Demidov, vu de face.